# Calle Siaghin
Calle Siaghin (en francés: Rue Siaghine, en árabe: زنقة الصياغين‎) es una calle de la ciudad de Tánger, Marruecos. En su momento fue el decumanus maximus, es decir, la principal vía pública, cuando la región se encontraba bajo mando del Imperio romano. La calle comienza desde el puerto de la ciudad a través de la puerta del sur. La calle baja hasta el Petit Socco en la medina de Tánger.

## Edificios
El n.º 47 de esta calle es un antiguo edificio administrativo caracterizado por su patio, donde crecen naranjas. De 1860 a 1923 el edificio sirvió como residencia del naib, el alto oficial marroquí que servía como un intermediario entre el sultán y los embajadores extranjeros. En el n.º 51 se encuentra la Iglesia de la Inmaculada Concepción (Tánger), construida por los españoles en la década de 1880 y que se convirtió el centro de la comunidad cristiana en Tánger. En la calle, regentó una exitosa sombrerería Mariquita Molina, madre del escritor Ángel Vázquez Molina. Por último, en el n.º 44, está el Fondation Lorin, un centro de arte que está también localizado a lo largo de la calle con exhibiciones que datan de la década de 1930. También hay sinagoga, hoy convertida en Museo del Tánger Internacional.